# 松原隆背八角魚
松原隆背八角魚是輻鰭魚綱鮋形目杜父魚亞目八角魚科的其中一種。

## 分布
本魚分布於西北太平洋，包括日本南部及台灣北部海域。

## 深度
水深200~500公尺。

## 特徵
本魚體延長，後部漸細。口小，端位；上下頜約略等長。吻圓。不具有鬚。眼眶背緣凸出體表。鰓蓋膜與喉峽部分離。除吻部外，全身被滿骨板，骨板上又具一瘤狀突起，其中以胸腹區域的瘤狀突起最為突出。體呈灰褐色，頭部具不規則的小白斑；體側具有雲狀不規則斑紋；各鰭各散布不規則的暗色斑點；第二背鰭、臀鰭及尾鰭另具黑緣，背鰭硬棘4~5枚、背鰭軟條5枚、臀鰭軟條5~6枚。體長可達15公分。

## 生態
屬於冷、暖水域小型魚類，一般接棲息於泥砂交錯的海床地，以浮游生物為食。

## 經濟利用
不具食用價值。